# Analog Balaton
Analog Balaton è un duo musicale ungherese formatosi nel 2017. È costituito dai musicisti Aba Zsuffa e Ákos Vörös.

## Storia del gruppo
Il duo si è fatto conoscere col primo album in studio Lent (2021), arrivato 14º nella Album Top 40 slágerlista e certificato platino dalla Magyar Hangfelvétel-kiadók Szövetsége per le 4 000 unità equivalenti. Il progetto ha generato due candidature ai premi Fonogram, di cui una come rivelazione dell'anno. Si sono contesi l'MTV Europe Music Award al miglior artista ungherese del 2023, trofeo poi vinto da Ajsa Luna.
Nell'ottobre 2024 sono ritornati sulle scene musicali col secondo LP Repedés; certificato oro e riconosciuto con un Fonogram, si è posizionato all'8º posto della graduatoria dischi nazionale.

## Formazione
- Aba Zsuffa – voce, chitarra
- Ákos Vörös – batteria, tastiere

## Discografia

### Album in studio
- 2021 – Lent
- 2024 – Repedés

### Singoli
- 2023 – Studio Session
- 2024 – Tönkretesszük a barbibabákat (con 6363 feat. Lusta Geri & Mengyelejev)
- 2024 – Gyógyul